# دارين ديفيس (لاعب كرة قدم أمريكية)
دارين ديفيس (بالإنجليزية: Darren Davis)‏ هو لاعب كرة قدم أمريكية ولاعب كرة قدم كندية أمريكي، ولد في 1 مارس 1977 في ميامي في الولايات المتحدة.

## وصلات خارجية
- دارين ديفيس على موقع JustSportsStats.com (الإنجليزية)